# Augoustinos Lambardakis

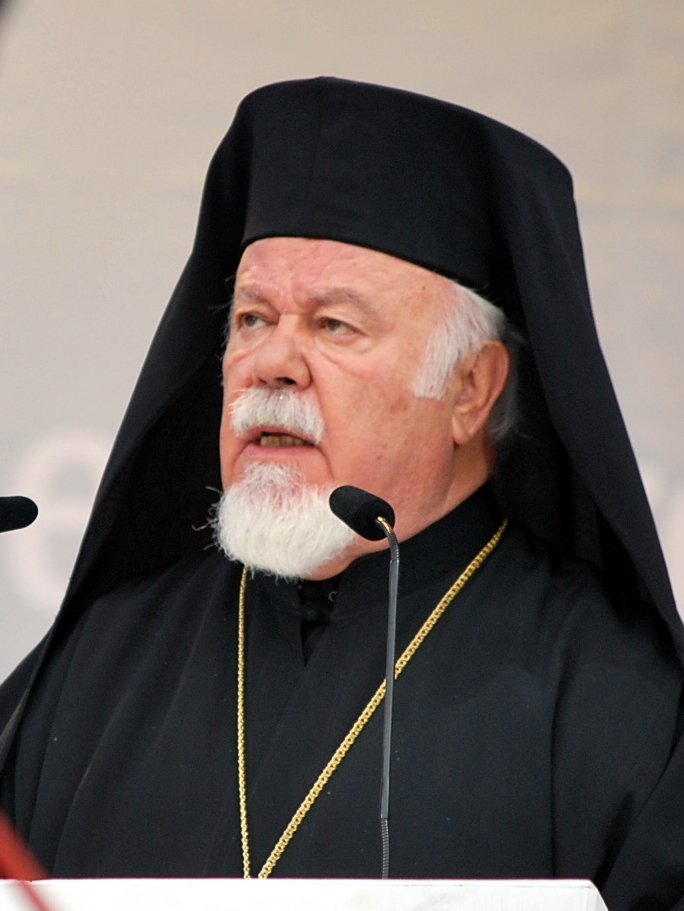
Augoustinos Lambardakis (2009)

Augoustinos Lambardakis (griechisch Αυγουστίνος Λαμπαρδάκης, mit bürgerlichem Namen Georgios Lambardakis, * 7. Februar 1938 in Voukolies auf Kreta) ist Erzbischof und Metropolit der griechisch-orthodoxen Metropolie von Deutschland und Exarch von Zentraleuropa des Ökumenischen Patriarchats von Konstantinopel.

## Leben
Nach dem Besuch der Grundschule in seinem Heimatort und dem Studium der Theologie an dem Seminar von Chalki (Heybeliada bei Istanbul) folgten Studienaufenthalte im deutschsprachigen Europa, namentlich Salzburg, Münster und Berlin. In Münster studierte Lambardakis dabei bei Joseph Ratzinger, dem späteren Papst Benedikt XVI.
Die Priesterweihe empfing Augoustinos im Jahre 1964 durch den damaligen Metropoliten Polyefktos (Finfinis)  (griechisch Πολύευκτος Φινφίνης) in Eitorf bei Bonn. Bis 1972 war er als Gemeindepfarrer im geteilten Berlin tätig und auch für die Betreuung der orthodoxen Gemeinden im Ostteil zuständig. In diesem Jahr wurde er durch den Heiligen Synod zum Vikarbischof der Metropolie von Deutschland mit dem Titel des Bischofs von Elaia gewählt. Seine Weihe am 26. März 1972 war die erste griechisch-orthodoxe Bischofsweihe auf deutschem Boden.
Nach dem Rücktritt des Metropoliten Irineos Galanakis wurde er am 29. September 1980 zu dessen Nachfolger gewählt.
Metropolit Augoustinos ist Ehrendoktor der Katholisch-Theologischen Fakultät Bonn sowie der Ausbildungseinrichtung für Orthodoxe Theologie an der Ludwig-Maximilians-Universität. Seit 2006 ist er auch Vorsitzender der Kommission der Orthodoxen Kirche in Deutschland bzw. seit 2010 der Orthodoxen Bischofskonferenz in Deutschland, des Verbandes aller orthodoxen Diözesen in diesem Land.

## Auszeichnungen
- 1980: Großes Verdienstkreuz des Verdienstordens der Bundesrepublik Deutschland
- 1992: Verdienstorden des Landes Nordrhein-Westfalen
- 1994: Ehrenorden 1. Klasse der Republik Griechenland
- 2009: Verdienstkreuz 1. Klasse des Niedersächsischen Verdienstordens